# Губанова Анастасія Віталіївна
Анастасíя Вітáліївна Губáнова (рос. Анастасия Витальевна Губанова, груз. ანასტასია გუბანოვა; нар. 2 грудня 2002, Тольятті, Самарська область, Росія) — грузинська, раніше російська фігуристка, яка виступає в жіночому одиночному катанні. Срібна призерка Кубка Росії (2018, 2020), срібна призерка міжнародного турніру Golden Spin of Zagreb (2018) та срібна призерка фіналу юніорського Гран-прі (2016).
2021 року Федерація фігурного катання на ковзанах Росії дала дозвіл Губановій виступати за збірну Грузії.

## Біографія
Народилася 2 грудня 2002 року у Тольятті. У 2006 році разом з матір'ю переїхала до Санкт-Петербурга, де спочатку вони жили у родичів. Батько залишився у Тольятті, підтримував родину фінансово. Потім продавши тольяттинську нерухомість, возз'єднався з сім'єю в Санкт-Петербурзі. У Анастасії є молодший брат та сестра Катерина, яка займається фігурним катанням.
Почала займатися фігурним катанням у 2006 році. З раннього дитинства виділялася серед конкуренток найкращим ковзанням і інтерпретацією програм. Виграла кілька міжнародних турнірів серед новачків. Експерти фігурного катання вважали Губанову однією з найперспективніших одиночниць. Відзначалося її почуття музики та здатність м'яко ковзати, фахівці ставили катання Губанової в один ряд із катанням Олени Косторної.
До березня 2018 року тренувалася у петербурзькій СШОР під наставництвом Олексія Урманова та Ангеліни Туренко. Сезон 2018/2019 провела у Олени Буянової у московському клубі ЦСКА. У липні 2019 року закінчила співпрацю з Буянової та повернулася до Санкт-Петербурга, до групи Євгена Рукавіцина.
У сезоні 2016/2017 дебютувала у юніорській серії Гран-прі. Виступала на етапах у Чехії та Німеччині та перемігши в обох етапах, вийшла у фінал. У фіналі юніорського Гран-прі посіла друге місце. Незабаром дебютувала на дорослому чемпіонаті Росії, фінішувавши сьомою. У лютому на першості Росії серед юніорів теж була сьома. У сезоні 2017/2018 стала четвертою на австрійському етапі юніорського Гран-прі, шостою на дорослому чемпіонаті Росії та четвертою на першості Росії серед юніорів.
У сезоні 2018/2019, коли вона досягла необхідного віку для участі у дорослих міжнародних змаганнях, виступила на двох турнірах серії Челленджер. На першому, Tallinn Trophy, була четвертою, а на турнірі Golden Spin of Zagreb завоювала срібло. У 2018 та 2020 роках ставала срібним призером фіналу Кубка Росії.
2021 року Грузинська федерація фігурного катання оголосила про перехід Губанової до збірної Грузії. Генеральний директор ФФККР Олександр Коган повідомив, що російська сторона ще минулого року дозволила фігуристці змінити спортивне громадянство.

## Результати

### За Грузію
| Змагання              | 21/22      |
| Міжнародні            | Міжнародні |
| --------------------- | ---------- |
| Чемпіонати Європи     | 7          |
| Finlandia Trophy      | 5          |
| Golden Spin of Zagreb | 1          |

### За Росію
| Змагання                  | 13/14      | 14/15      | 15/16      | 16/17      | 17/18      | 18/19      | 19/20      |
| Міжнародні                | Міжнародні | Міжнародні | Міжнародні | Міжнародні | Міжнародні | Міжнародні | Міжнародні |
| ------------------------- | ---------- | ---------- | ---------- | ---------- | ---------- | ---------- | ---------- |
| Golden Spin of Zagreb     |            |            |            |            |            | 2          |            |
| Tallinn Trophy            |            |            |            |            |            | 4          |            |
| Міжнародні серед юніорів  |            |            |            |            |            |            |            |
| Гран-прі Австрії          |            |            |            |            | 4          |            |            |
| Кубок Ніцци               |            |            |            |            | 1          |            |            |
| Tallinn Trophy            |            |            |            |            | 1          |            |            |
| Фінал Гран-прі            |            |            |            | 2          |            |            |            |
| Гран-прі Чехії            |            |            |            | 1          |            |            |            |
| Гран-прі Німеччини        |            |            |            | 1          |            |            |            |
| Volvo Open Cup            |            |            |            | 1          |            |            |            |
| Egna Trophy               |            |            |            | 1          |            |            |            |
| Міжнародні серед новачків |            |            |            |            |            |            |            |
| Gardena Trophy            |            |            | 1          |            |            |            |            |
| NRW Trophy                |            | 1          | 1          |            |            |            |            |
| Rooster Cup               |            | 1          |            |            |            |            |            |
| Warsaw Cup                | 1          |            |            |            |            |            |            |
| Національні               |            |            |            |            |            |            |            |
| Чемпіонат Росії           |            |            |            | 7          | 6          | 9          | 10         |
| Фінал Кубка Росії         |            |            |            |            | 2          | 5          | 2          |
| ЧР серед юніорів          | 7          | 6          | 12         | 7          | 4          |            |            |